# Tokachi subprefektur
Tokachi (japanska: 十勝総合振興局?, Tokachi-sōgō-shinkō-kyoku) är ett förvaltningsområde (subprefektur) i Hokkaido prefektur i Japan. Området ligger på östra delen av Hokkaido. Det omfattar en stad samt 18 landskommuner. Landskommunerna är grupperade i sju distrikt, men dessa har ingen administrativ funktion utan fungerar i huvudsak som postadressområden.
Det finns även Kamikawa distrikt och Nagagawa distrikt i Kamikawa subprefektur.

## Administrativ indelning
| Namn         | Namn     | Areal (km²) | Folkmängd (2022) | Distrikt           | Typ                  |
| Romaji       | Kanji    | Areal (km²) | Folkmängd (2022) | Distrikt           | Typ                  |
| ------------ | -------- | ----------- | ---------------- | ------------------ | -------------------- |
| Ashoro       | 足寄町   | 1 408,04    | 6 254            | Ashoro             | Landskommun (köping) |
| Hiroo        | 広尾町   | 596,41      | 6 069            | Hiroo              | Landskommun (köping) |
| Honbetsu     | 本別町   | 391,91      | 6 287            | Nakagawa (Tokachi) | Landskommun (köping) |
| Ikeda        | 池田町   | 371,79      | 6 013            | Nakagawa (Tokachi) | Landskommun (köping) |
| Kamishihoro  | 上士幌町 | 694,23      | 4 713            | Katō               | Landskommun (köping) |
| Makubetsu    | 幕別町   | 477,64      | 25 301           | Nakagawa (Tokachi) | Landskommun (köping) |
| Memuro       | 芽室町   | 513,76      | 17 747           | Kasai              | Landskommun (köping) |
| Nakasatsunai | 中札内村 | 292,58      | 3 881            | Kasai              | Landskommun (by)     |
| Obihiro      | 帯広市   | 619,34      | 165 161          | inget distrikt     | Stad                 |
| Otofuke      | 音更町   | 466,02      | 42 648           | Katō               | Landskommun (köping) |
| Rikubetsu    | 陸別町   | 608,90      | 2 173            | Ashoro             | Landskommun (köping) |
| Sarabetsu    | 更別村   | 176,90      | 3 086            | Kasai              | Landskommun (by)     |
| Shihoro      | 士幌町   | 259,19      | 5 701            | Katō               | Landskommun (köping) |
| Shikaoi      | 鹿追町   | 402,88      | 5 189            | Katō               | Landskommun (köping) |
| Shimizu      | 清水町   | 402,25      | 8 818            | Kamikawa (Tokachi) | Landskommun (köping) |
| Shintoku     | 新得町   | 1 063,83    | 5 459            | Kamikawa (Tokachi) | Landskommun (köping) |
| Taiki        | 大樹町   | 815,67      | 5 409            | Hiroo              | Landskommun (köping) |
| Toyokoro     | 豊頃町   | 536,71      | 2 917            | Nakagawa (Tokachi) | Landskommun (köping) |
| Urahoro      | 浦幌町   | 729,85      | 4 163            | Tokachi            | Landskommun (köping) |